# Peter Jereb
za druge osebe glej Peter Jereb (razločitev) oz. za elektrotehnika Peter Jereb (elektrotehnik)
Peter Jereb, slovenski skladatelj in organist, * 1. julij 1868, Cerkno na Goriškem (tedaj Avstro-Ogrska), † 3. oktober 1951, Litija, Slovenija (tedaj Federativna ljudska republika Jugoslavija).
Mladi Jereb je imel absoluten posluh in dober glas. Začel se je učiti igrati na violino, ki mu jo je prinesel oče z nekega potovanja, in se navdušil nad glasbo. V tistem času so imeli v Cerknem že društvo Čitalnica, ki je imela glasbeni oddelek. V ranem otroštvu je postal sirota, zato je zanj skrbel stric, ki je bil župnik v Tunjicah.
Leta 1887 je z odličnim uspehom končal orglarsko šolo v Ljubljani in se zaposlil v Litiji, kot tajnik občine in organist v cerkvi. Skladal je predvsem zborovske skladbe.